# Valdoviño
Valdoviño est une commune de la province de La Corogne en Espagne située dans la communauté autonome de Galice.

## Paroisses
Il y a huit paroisses:
- Lago (Santiago)
- Loira (San Pedro)
- Meirás (San Vicente)
- Pantín (Santiago)
- O Sequeiro (Santa María)
- Valdoviño (Santalla)
- Vilaboa (San Vicente)
- Vilarrube (San Martiño)